# Circuit Het Nieuwsblad 2021
Le Circuit Het Nieuwsblad 2021 (officiellement Omloop Het Nieuwsblad 2021) est la 76e édition de cette course cycliste sur route masculine. Il a lieu le 27 février 2021 dans la Région flamande, en Belgique, et fait partie du calendrier UCI World Tour 2021 en catégorie 1.UWT.
La course est remportée à l'issue d'un sprint massif par l'Italien Davide Ballerini, membre de l'équipe Deceuninck-Quick Step. Le Britannique Jake Stewart (Groupama-FDJ) et le Belge Sep Vanmarcke (Israel Start-Up Nation) complètent le podium, terminant respectivement deuxième et troisième.

## Présentation

### Parcours
La course donne le coup d'envoi de la saison des classiques flandriennes sur un parcours de 200 kilomètres dans la province de Flandre Orientale. Elle commence dans la ville de Gand et se termine dans la municipalité de Ninove, comme les années précédentes.
Au total, treize monts, dont certains sont pavés, sont au programme de l'épreuve :
| Mont | Nom                     | Km  | Revêtement     | Longueur (m) | Pente moyenne | Pente maxi | Km de l'arrivée |
| ---- | ----------------------- | --- | -------------- | ------------ | ------------- | ---------- | --------------- |
| 1    | Leberg                  | 49  | asphalte       | 950          | 4,2 %         | 13,8 %     | 152             |
| 2    | Den Ast                 | 76  | asphalte       | 450          | 3,5 %         |            | 125             |
| 3    | Katteberg (nl)          | 102 | pavés          | 600          | 6,7 %         | 8 %        | 99              |
| 4    | Leberg                  | 112 | asphalte       | 950          | 4,2 %         | 13,8 %     | 89              |
| 5    | Hostellerie (nl)        | 128 | asphalte       | 1 300        | 5,1 %         | 8 %        | 73              |
| 6    | Valkenberg              | 137 | asphalte       | 540          | 8,1 %         | 12,8 %     | 64              |
| 7    | Wolvenberg              | 148 | asphalte/pavés | 645          | 7,9 %         | 17,3 %     | 53              |
| 8    | Molenberg               | 158 | pavés          | 463          | 7 %           | 14,2 %     | 43              |
| 9    | Leberg                  | 166 | asphalte       | 950          | 4,2 %         | 13,8 %     | 35              |
| 10   | Berendries              | 170 | asphalte       | 940          | 7 %           | 12,3 %     | 31              |
| 11   | Elverenberg - Vossenhol | 172 | asphalte       | 1 268        | 3,6 %         | 9 %        | 29              |
| 12   | Mur de Grammont         | 184 | pavés          | 1 139        | 9,2 %         | 19,8 %     | 17              |
| 13   | Bosberg                 | 188 | asphalte/pavés | 980          | 5,8 %         | 11 %       | 13              |

En plus des traditionnels monts, il y a neuf secteurs pavés répartis sur 91,6 km :
| Secteur | Nom                | Km  | Longueur (m) | Km de l'arrivée |
| ------- | ------------------ | --- | ------------ | --------------- |
| 1       | Haaghoek (nl)      | 46  | 2 000        | 155             |
| 2       | Huisepontweg       | 71  | 1 800        | 130             |
| 3       | Holleweg (nl)      | 103 | 350          | 98              |
| 4       | Haaghoek           | 109 | 2 000        | 92              |
| 5       | Paddestraat        | 118 | 2030         | 83              |
| 6       | Holleweg           | 148 | 800          | 83              |
| 7       | Karel Martelstraat | 149 | 1030         | 52              |
| 8       | Jagerij            | 152 | 800          | 49              |
| 9       | Haaghoek           | 162 | 2 000        | 39              |

### Équipes
25 équipes sont au départ de la course, avec 19 UCI WorldTeams et 6 UCI ProTeams : 
| WorldTeams (19)- AG2R Citroën Team - Astana-Premier Tech - Bahrain Victorious - Bora-Hansgrohe - Cofidis - Deceuninck-Quick Step - EF Education-Nippo - Groupama-FDJ - Ineos Grenadiers - Intermarché-Wanty-Gobert Matériaux - Israel Start-Up Nation - Jumbo-Visma - Lotto Soudal - Movistar Team - Team BikeExchange - Team DSM - Qhubeka Assos - Trek-Segafredo - UAE Team Emirates ProTeams (6)- Arkéa-Samsic - Alpecin-Fenix - Sport Vlaanderen-Baloise - B&B Hotels p/b KTM - Bingoal-WB - Total Direct Énergie |
| |

### Favoris
En l'absence de Wout van Aert et de Peter Sagan, les favoris sont le tenant du titre Jasper Stuyven, le français Julian Alaphilippe ainsi que les Belges Greg Van Avermaet, Yves Lampaert et Oliver Naesen.
Les autres coureurs cités sont Alexander Kristoff, Matteo Trentin, Mads Pedersen, Philippe Gilbert, Zdeněk Štybar, Florian Sénéchal, Tim Wellens, Nils Politt, Gianni Moscon, Stefan Küng, Sep Vanmarcke et Tiesj Benoot.

## Déroulement de la course
Le Circuit Het Nieuwsblad est une course généralement remportée par un coureur en solitaire ou lors d'un sprint en petit comité. Cependant, cette année, le beau temps et les conditions de course contribue à un groupe relativement important de plus de 50 coureurs qui se dispute la victoire dans le sprint final. C'est l'équipe Deceuninck-Quick Step qui emmène le peloton dans les derniers kilomètres.
Dans le sprint qui a suivi, Davide Ballerini, bien emmenée par ses équipiers s'impose facilement, n'ayant été remontés par aucun des autres sprinteurs. Derrière lui, le néo-professionnel Jake Stewart dépasse le vainqueur de 2012 Sep Vanmarcke le long des barrières pour prendre la deuxième place. Pour sa part, Vanmarcke résiste à Heinrich Haussler et grâce à son jeté de vélo pour assure la troisième place, position qu'il a déjà occupé en 2017 et 2018. À 21 ans, Stewart devient le plus jeune coureur sur le podium de la classique depuis Eddy Merckx en 1966.

## Classements

### Classement final
| \| Classement général \| Classement général \| Classement général \| Classement général \| Classement général \| \| Coureur \| Coureur \| Pays \| Équipe \| Temps \| \| ------------------ \| ------------------ \| ------------------ \| ---------------------- \| ------------------ \| \| 1er \| Davide Ballerini \| Italie \| Deceuninck-Quick Step \| 4 h 43 min 03 s \| \| 2e \| Jake Stewart \| Royaume-Uni \| Groupama-FDJ \| + 0 s \| \| 3e \| Sep Vanmarcke \| Belgique \| Israel Start-Up Nation \| + 0 s \| \| 4e \| Heinrich Haussler \| Australie \| Bahrain Victorious \| + 0 s \| \| 5e \| Philippe Gilbert \| Belgique \| Lotto-Soudal \| + 0 s \| \| 6e \| Alex Aranburu \| Espagne \| Astana-Premier Tech \| + 0 s \| \| 7e \| Florian Sénéchal \| France \| Deceuninck-Quick Step \| + 0 s \| \| 8e \| Matteo Trentin \| Italie \| UAE Team Emirates \| + 0 s \| \| 9e \| Kevin Geniets \| Luxembourg \| Groupama-FDJ \| + 0 s \| \| 10e \| Nils Politt \| Allemagne \| Bora-Hansgrohe \| + 0 s \| |                   |             |                        |                 |
| |                   |             |                        |                 |
| Source : ProCyclingStats |                   |             |                        |                 |
| Classement général |                   |             |                        |                 |
| Coureur | Coureur           | Pays        | Équipe                 | Temps           |
| 1er | Davide Ballerini  | Italie      | Deceuninck-Quick Step  | 4 h 43 min 03 s |
| 2e | Jake Stewart      | Royaume-Uni | Groupama-FDJ           | + 0 s           |
| 3e | Sep Vanmarcke     | Belgique    | Israel Start-Up Nation | + 0 s           |
| 4e | Heinrich Haussler | Australie   | Bahrain Victorious     | + 0 s           |
| 5e | Philippe Gilbert  | Belgique    | Lotto-Soudal           | + 0 s           |
| 6e | Alex Aranburu     | Espagne     | Astana-Premier Tech    | + 0 s           |
| 7e | Florian Sénéchal  | France      | Deceuninck-Quick Step  | + 0 s           |
| 8e | Matteo Trentin    | Italie      | UAE Team Emirates      | + 0 s           |
| 9e | Kevin Geniets     | Luxembourg  | Groupama-FDJ           | + 0 s           |
| 10e | Nils Politt       | Allemagne   | Bora-Hansgrohe         | + 0 s           |

### Classement UCI
La course attribue des points au Classement mondial UCI 2021 selon le barème suivant.
| Position           | 1er | 2e  | 3e  | 4e  | 5e  | 6e  | 7e | 8e | 9e | 10e | 11e | 12e | 13e | 14e | 15e à 20e | 21e à 30e | 31e à 50e | 51e à 55e | 56e à 60e |
| Classement général | 300 | 250 | 215 | 175 | 120 | 115 | 95 | 75 | 60 | 50  | 40  | 35  | 30  | 25  | 20        | 12        | 5         | 2         | 1         |

## Liste de participants
| Légende | Légende                                                                    | Légende | Légende                                                    |
| ------- | -------------------------------------------------------------------------- | ------- | ---------------------------------------------------------- |
| Num     | Dossard de départ porté par le coureur sur ce Circuit Het Nieuwsblad       | Pos     | Position à l'arrivée de la course                          |
|         | Indique un maillot de champion national ou mondial, suivi de sa spécialité | NP      | Indique un coureur qui n'a pas pris le départ de la course |
| AB      | Indique un coureur qui n'a pas terminé la course                           | HD      | Indique un coureur qui a terminé la course hors des délais |

| Trek-Segafredo TFS | Trek-Segafredo TFS       | Trek-Segafredo TFS |
| ------------------ | ------------------------ | ------------------ |
| Num                | Coureur                  | Pos                |
| 1                  | Jasper Stuyven (BEL)     | 83e                |
| 2                  | Mads Pedersen (DEN)      | 112e               |
| 3                  | Edward Theuns (BEL)      | 86e                |
| 4                  | Ryan Mullen (IRL)        | 91e                |
| 5                  | Jakob Egholm (DEN)       | AB                 |
| 6                  | Charlie Quarterman (GBR) | AB                 |
| 7                  | Alex Kirsch (LUX)        | 63e                |

| Deceuninck-Quick Step DQT | Deceuninck-Quick Step DQT        | Deceuninck-Quick Step DQT |
| ------------------------- | -------------------------------- | ------------------------- |
| Num                       | Coureur                          | Pos                       |
| 11                        | Julian Alaphilippe (FRA) (route) | 57e                       |
| 12                        | Kasper Asgreen (DEN) (route)     | 49e                       |
| 13                        | Davide Ballerini (ITA)           | 1er                       |
| 14                        | Tim Declercq (BEL)               | AB                        |
| 15                        | Yves Lampaert (BEL)              | 56e                       |
| 16                        | Florian Sénéchal (FRA)           | 7e                        |
| 17                        | Zdeněk Štybar (CZE)              | 125e                      |

| Lotto-Soudal LTS | Lotto-Soudal LTS         | Lotto-Soudal LTS |
| ---------------- | ------------------------ | ---------------- |
| Num              | Coureur                  | Pos              |
| 21               | Philippe Gilbert (BEL)   | 5e               |
| 22               | Frederik Frison (BEL)    | AB               |
| 23               | Andreas Kron (DEN)       | 79e              |
| 24               | Stefano Oldani (ITA)     | 71e              |
| 25               | Brent Van Moer (BEL)     | AB               |
| 26               | Florian Vermeersch (BEL) | AB               |
| 27               | Tim Wellens (BEL)        | 24e              |

| Intermarché-Wanty-Gobert Matériaux IWG | Intermarché-Wanty-Gobert Matériaux IWG | Intermarché-Wanty-Gobert Matériaux IWG |
| -------------------------------------- | -------------------------------------- | -------------------------------------- |
| Num                                    | Coureur                                | Pos                                    |
| 31                                     | Aimé De Gendt (BEL)                    | 28e                                    |
| 32                                     | Jonas Koch (GER)                       | 65e                                    |
| 33                                     | Taco van der Hoorn (NED)               | 96e                                    |
| 34                                     | Andrea Pasqualon (ITA)                 | 64e                                    |
| 35                                     | Boy van Poppel (NED)                   | AB                                     |
| 36                                     | Pieter Vanspeybrouck (BEL)             | 118e                                   |
| 37                                     | Loïc Vliegen (BEL)                     | 52e                                    |

| AG2R Citroën Team ACT | AG2R Citroën Team ACT   | AG2R Citroën Team ACT |
| --------------------- | ----------------------- | --------------------- |
| Num                   | Coureur                 | Pos                   |
| 41                    | Greg Van Avermaet (BEL) | 33e                   |
| 42                    | Julien Duval (FRA)      | AB                    |
| 43                    | Alexis Gougeard (FRA)   | AB                    |
| 44                    | Lawrence Naesen (BEL)   | 26e                   |
| 45                    | Oliver Naesen (BEL)     | 19e                   |
| 46                    | Damien Touzé (FRA)      | 34e                   |
| 47                    | Gijs Van Hoecke (BEL)   | 122e                  |

| Astana-Premier Tech APT | Astana-Premier Tech APT | Astana-Premier Tech APT |
| ----------------------- | ----------------------- | ----------------------- |
| Num                     | Coureur                 | Pos                     |
| 51                      | Fabio Felline (ITA)     | 106e                    |
| 52                      | Alex Aranburu (ESP)     | 6e                      |
| 53                      | Manuele Boaro (ITA)     | AB                      |
| 54                      | Yevgeniy Fedorov (KAZ)  | 123e                    |
| 55                      | Gorka Izagirre (ESP)    | 42e                     |
| 56                      | Davide Martinelli (ITA) | 131e                    |
| 57                      | Benjamin Perry (CAN)    | 99e                     |

| Bahrain Victorious TBV | Bahrain Victorious TBV  | Bahrain Victorious TBV |
| ---------------------- | ----------------------- | ---------------------- |
| Num                    | Coureur                 | Pos                    |
| 61                     | Dylan Teuns (BEL)       | 40e                    |
| 62                     | Sonny Colbrelli (ITA)   | AB                     |
| 63                     | Marco Haller (AUT)      | 27e                    |
| 64                     | Heinrich Haussler (AUS) | 4e                     |
| 65                     | Marcel Sieberg (GER)    | AB                     |
| 66                     | Mark Padun (UKR)        | AB                     |
| 67                     | Stephen Williams (GBR)  | AB                     |

| Bora-Hansgrohe BOH | Bora-Hansgrohe BOH      | Bora-Hansgrohe BOH |
| ------------------ | ----------------------- | ------------------ |
| Num                | Coureur                 | Pos                |
| 71                 | Daniel Oss (ITA)        | 109e               |
| 72                 | Maciej Bodnar (POL)     | AB                 |
| 73                 | Marcus Burghardt (GER)  | AB                 |
| 74                 | Patrick Gamper (AUT)    | 120e               |
| 75                 | Ide Schelling (NED)     | 127e               |
| 76                 | Nils Politt (GER)       | 10e                |
| 77                 | Lukas Pöstlberger (AUT) | 59e                |

| Cofidis COF | Cofidis COF              | Cofidis COF |
| ----------- | ------------------------ | ----------- |
| Num         | Coureur                  | Pos         |
| 81          | Christophe Laporte (FRA) | 13e         |
| 82          | Piet Allegaert (BEL)     | 54e         |
| 83          | Tom Bohli (SUI)          | 88e         |
| 84          | André Carvalho (POR)     | 77e         |
| 85          | Jempy Drucker (LUX)      | 82e         |
| 86          | Emmanuel Morin (FRA)     | AB          |
| 87          | Szymon Sajnok (POL)      | 139e        |

| EF Education-Nippo EFN | EF Education-Nippo EFN    | EF Education-Nippo EFN |
| ---------------------- | ------------------------- | ---------------------- |
| Num                    | Coureur                   | Pos                    |
| 91                     | Jens Keukeleire (BEL)     | 104e                   |
| 92                     | Moreno Hofland (NED)      | AB                     |
| 93                     | Mitchell Docker (AUS)     | 130e                   |
| 94                     | Sebastian Langeveld (NED) | 81e                    |
| 95                     | Jonas Rutsch (GER)        | 35e                    |
| 96                     | Thomas Scully (NZL)       | 134e                   |
| 97                     | Julius van den Berg (NED) | 126e                   |

| Groupama-FDJ GFC | Groupama-FDJ GFC            | Groupama-FDJ GFC |
| ---------------- | --------------------------- | ---------------- |
| Num              | Coureur                     | Pos              |
| 101              | Stefan Küng (SUI) (route)   | 38e              |
| 102              | Antoine Duchesne (CAN)      | 103e             |
| 103              | Kevin Geniets (LUX) (route) | 9e               |
| 104              | Miles Scotson (AUS)         | 61e              |
| 105              | Fabian Lienhard (SUI)       | 107e             |
| 106              | Tobias Ludvigsson (SWE)     | 80e              |
| 107              | Jake Stewart (GBR)          | 2e               |

| Ineos Grenadiers IGD | Ineos Grenadiers IGD   | Ineos Grenadiers IGD |
| -------------------- | ---------------------- | -------------------- |
| Num                  | Coureur                | Pos                  |
| 111                  | Leonardo Basso (ITA)   | 114e                 |
| 112                  | Owain Doull (GBR)      | 22e                  |
| 113                  | Ethan Hayter (GBR)     | 66e                  |
| 114                  | Gianni Moscon (ITA)    | 45e                  |
| 115                  | Jhonatan Narváez (ECU) | 39e                  |
| 116                  | Tom Pidcock (GBR)      | 55e                  |
| 117                  | Michał Gołaś (POL)     | 113e                 |

| Israel Start-Up Nation ISN | Israel Start-Up Nation ISN | Israel Start-Up Nation ISN |
| -------------------------- | -------------------------- | -------------------------- |
| Num                        | Coureur                    | Pos                        |
| 121                        | Sep Vanmarcke (BEL)        | 3e                         |
| 122                        | Jenthe Biermans (BEL)      | AB                         |
| 123                        | Reto Hollenstein (SUI)     | NP                         |
| 124                        | Norman Vahtra (EST)        | 111e                       |
| 125                        | Mads Würtz Schmidt (DEN)   | 73e                        |
| 126                        | Guillaume Boivin (CAN)     | NP                         |
| 127                        | Tom Van Asbroeck (BEL)     | 18e                        |

| Jumbo-Visma TJV | Jumbo-Visma TJV            | Jumbo-Visma TJV |
| --------------- | -------------------------- | --------------- |
| Num             | Coureur                    | Pos             |
| 131             | Olav Kooij (NED)           | 89e             |
| 132             | Edoardo Affini (ITA)       | AB              |
| 133             | Pascal Eenkhoorn (NED)     | 51e             |
| 134             | Paul Martens (GER)         | AB              |
| 135             | Timo Roosen (NED)          | 41e             |
| 136             | Nathan Van Hooydonck (BEL) | 46e             |
| 137             | Maarten Wynants (BEL)      | 92e             |

| Movistar Team MOV | Movistar Team MOV         | Movistar Team MOV |
| ----------------- | ------------------------- | ----------------- |
| Num               | Coureur                   | Pos               |
| 141               | Imanol Erviti (ESP)       | 135e              |
| 142               | Iván García Cortina (ESP) | 11e               |
| 143               | Juri Hollmann (GER)       | 76e               |
| 144               | Johan Jacobs (SUI)        | 53e               |
| 145               | Mathias Norsgaard (DEN)   | 94e               |
| 146               | Gonzalo Serrano (ESP)     | 21e               |
| 147               | Sebastián Mora (ESP)      | 110e              |

| BikeExchange BEX | BikeExchange BEX              | BikeExchange BEX |
| ---------------- | ----------------------------- | ---------------- |
| Num              | Coureur                       | Pos              |
| 151              | Luke Durbridge (AUS)          | 44e              |
| 152              | Alexander Edmondson (AUS)     | 108e             |
| 153              | Amund Grøndahl Jansen (NOR)   | 36e              |
| 154              | Christopher Juul Jensen (DEN) | AB               |
| 155              | Callum Scotson (AUS)          | 137e             |
| 156              | Dion Smith (NZL)              | 84e              |
| 157              | Robert Stannard (AUS)         | 101e             |

| Team DSM DSM | Team DSM DSM               | Team DSM DSM |
| ------------ | -------------------------- | ------------ |
| Num          | Coureur                    | Pos          |
| 161          | Tiesj Benoot (BEL)         | 29e          |
| 162          | Romain Bardet (FRA)        | 62e          |
| 163          | Niklas Märkl (GER)         | AB           |
| 164          | Søren Kragh Andersen (DEN) | 23e          |
| 165          | Joris Nieuwenhuis (NED)    | 78e          |
| 166          | Casper Pedersen (DEN)      | AB           |
| 167          | Jasha Sütterlin (GER)      | AB           |

| Qhubeka Assos TQA | Qhubeka Assos TQA        | Qhubeka Assos TQA |
| ----------------- | ------------------------ | ----------------- |
| Num               | Coureur                  | Pos               |
| 171               | Carlos Barbero (ESP)     | 75e               |
| 172               | Victor Campenaerts (BEL) | 48e               |
| 173               | Dimitri Claeys (BEL)     | 30e               |
| 174               | Michael Gogl (AUT)       | 37e               |
| 175               | Sander Armée (BEL)       | 121e              |
| 176               | Emil Vinjebo (DEN)       | AB                |
| 177               | Łukasz Wiśniowski (POL)  | 32e               |

| UAE Team Emirates UAD | UAE Team Emirates UAD           | UAE Team Emirates UAD |
| --------------------- | ------------------------------- | --------------------- |
| Num                   | Coureur                         | Pos                   |
| 181                   | Alexander Kristoff (NOR)        | 58e                   |
| 182                   | Sven Erik Bystrøm (NOR) (route) | 47e                   |
| 183                   | Ryan Gibbons (RSA) (route)      | 136e                  |
| 184                   | Vegard Stake Laengen (NOR)      | 128e                  |
| 185                   | Marco Marcato (ITA)             | 60e                   |
| 186                   | Matteo Trentin (ITA)            | 8e                    |
| 187                   | Oliviero Troia (ITA)            | AB                    |

| Alpecin-Fenix AFC | Alpecin-Fenix AFC            | Alpecin-Fenix AFC |
| ----------------- | ---------------------------- | ----------------- |
| Num               | Coureur                      | Pos               |
| 191               | Dries De Bondt (BEL) (route) | 20e               |
| 192               | Silvan Dillier (SUI)         | 14e               |
| 193               | Senne Leysen (BEL)           | 93e               |
| 194               | Xandro Meurisse (BEL)        | 68e               |
| 195               | Oscar Riesebeek (NED)        | 70e               |
| 196               | Jasper Philipsen (BEL)       | 124e              |
| 197               | Otto Vergaerde (BEL)         | AB                |

| Bingoal-WB BWB | Bingoal-WB BWB         | Bingoal-WB BWB |
| -------------- | ---------------------- | -------------- |
| Num            | Coureur                | Pos            |
| 201            | Sean De Bie (BEL)      | AB             |
| 202            | Arjen Livyns (BEL)     | 43e            |
| 203            | Milan Menten (BEL)     | 72e            |
| 204            | Dimitri Peyskens (BEL) | AB             |
| 205            | Ludovic Robeet (BEL)   | 133e           |
| 206            | Joël Suter (SUI)       | 50e            |
| 207            | Tom Wirtgen (LUX)      | 87e            |

| Sport Vlaanderen-Baloise SVB | Sport Vlaanderen-Baloise SVB | Sport Vlaanderen-Baloise SVB |
| ---------------------------- | ---------------------------- | ---------------------------- |
| Num                          | Coureur                      | Pos                          |
| 211                          | Cédric Beullens (BEL)        | 17e                          |
| 212                          | Alex Colman (BEL)            | 119e                         |
| 213                          | Kenny De Ketele (BEL)        | AB                           |
| 214                          | Aaron Van Poucke (BEL)       | 102e                         |
| 215                          | Kenneth Van Rooy (BEL)       | 67e                          |
| 216                          | Jordi Warlop (BEL)           | 25e                          |
| 217                          | Thimo Willems (BEL)          | 85e                          |

| B&B Hotels p/b KTM BBK | B&B Hotels p/b KTM BBK  | B&B Hotels p/b KTM BBK |
| ---------------------- | ----------------------- | ---------------------- |
| Num                    | Coureur                 | Pos                    |
| 221                    | Jens Debusschere (BEL)  | 117e                   |
| 222                    | Frederik Backaert (BEL) | 74e                    |
| 223                    | Cyril Barthe (FRA)      | 31e                    |
| 224                    | Bert De Backer (BEL)    | 129e                   |
| 225                    | Bryan Coquard (FRA)     | 16e                    |
| 226                    | Jérémy Lecroq (FRA)     | 132e                   |
| 227                    | Cyril Lemoine (FRA)     | 116e                   |

| Arkéa-Samsic ARK | Arkéa-Samsic ARK        | Arkéa-Samsic ARK |
| ---------------- | ----------------------- | ---------------- |
| Num              | Coureur                 | Pos              |
| 231              | Amaury Capiot (BEL)     | 12e              |
| 232              | Benjamin Declercq (BEL) | 95e              |
| 233              | Matîs Louvel (FRA)      | 140e             |
| 234              | Christophe Noppe (BEL)  | 100e             |
| 235              | Daniel McLay (GBR)      | 97e              |
| 236              | Donavan Grondin (FRA)   | AB               |
| 237              | Connor Swift (GBR)      | 105e             |

| Total Direct Énergie TDE | Total Direct Énergie TDE   | Total Direct Énergie TDE |
| ------------------------ | -------------------------- | ------------------------ |
| Num                      | Coureur                    | Pos                      |
| 241                      | Niki Terpstra (NED)        | 69e                      |
| 242                      | Edvald Boasson Hagen (NOR) | 98e                      |
| 243                      | Christopher Lawless (GBR)  | AB                       |
| 244                      | Adrien Petit (FRA)         | 115e                     |
| 245                      | Damien Gaudin (FRA)        | 138e                     |
| 246                      | Anthony Turgis (FRA)       | 15e                      |
| 247                      | Dries Van Gestel (BEL)     | 90e                      |

| Trek-Segafredo TFS | Trek-Segafredo TFS       | Trek-Segafredo TFS |
| ------------------ | ------------------------ | ------------------ |
| Num                | Coureur                  | Pos                |
| 1                  | Jasper Stuyven (BEL)     | 83e                |
| 2                  | Mads Pedersen (DEN)      | 112e               |
| 3                  | Edward Theuns (BEL)      | 86e                |
| 4                  | Ryan Mullen (IRL)        | 91e                |
| 5                  | Jakob Egholm (DEN)       | AB                 |
| 6                  | Charlie Quarterman (GBR) | AB                 |
| 7                  | Alex Kirsch (LUX)        | 63e                |

| Deceuninck-Quick Step DQT | Deceuninck-Quick Step DQT        | Deceuninck-Quick Step DQT |
| ------------------------- | -------------------------------- | ------------------------- |
| Num                       | Coureur                          | Pos                       |
| 11                        | Julian Alaphilippe (FRA) (route) | 57e                       |
| 12                        | Kasper Asgreen (DEN) (route)     | 49e                       |
| 13                        | Davide Ballerini (ITA)           | 1er                       |
| 14                        | Tim Declercq (BEL)               | AB                        |
| 15                        | Yves Lampaert (BEL)              | 56e                       |
| 16                        | Florian Sénéchal (FRA)           | 7e                        |
| 17                        | Zdeněk Štybar (CZE)              | 125e                      |

| Lotto-Soudal LTS | Lotto-Soudal LTS         | Lotto-Soudal LTS |
| ---------------- | ------------------------ | ---------------- |
| Num              | Coureur                  | Pos              |
| 21               | Philippe Gilbert (BEL)   | 5e               |
| 22               | Frederik Frison (BEL)    | AB               |
| 23               | Andreas Kron (DEN)       | 79e              |
| 24               | Stefano Oldani (ITA)     | 71e              |
| 25               | Brent Van Moer (BEL)     | AB               |
| 26               | Florian Vermeersch (BEL) | AB               |
| 27               | Tim Wellens (BEL)        | 24e              |

| Intermarché-Wanty-Gobert Matériaux IWG | Intermarché-Wanty-Gobert Matériaux IWG | Intermarché-Wanty-Gobert Matériaux IWG |
| -------------------------------------- | -------------------------------------- | -------------------------------------- |
| Num                                    | Coureur                                | Pos                                    |
| 31                                     | Aimé De Gendt (BEL)                    | 28e                                    |
| 32                                     | Jonas Koch (GER)                       | 65e                                    |
| 33                                     | Taco van der Hoorn (NED)               | 96e                                    |
| 34                                     | Andrea Pasqualon (ITA)                 | 64e                                    |
| 35                                     | Boy van Poppel (NED)                   | AB                                     |
| 36                                     | Pieter Vanspeybrouck (BEL)             | 118e                                   |
| 37                                     | Loïc Vliegen (BEL)                     | 52e                                    |

| AG2R Citroën Team ACT | AG2R Citroën Team ACT   | AG2R Citroën Team ACT |
| --------------------- | ----------------------- | --------------------- |
| Num                   | Coureur                 | Pos                   |
| 41                    | Greg Van Avermaet (BEL) | 33e                   |
| 42                    | Julien Duval (FRA)      | AB                    |
| 43                    | Alexis Gougeard (FRA)   | AB                    |
| 44                    | Lawrence Naesen (BEL)   | 26e                   |
| 45                    | Oliver Naesen (BEL)     | 19e                   |
| 46                    | Damien Touzé (FRA)      | 34e                   |
| 47                    | Gijs Van Hoecke (BEL)   | 122e                  |

| Astana-Premier Tech APT | Astana-Premier Tech APT | Astana-Premier Tech APT |
| ----------------------- | ----------------------- | ----------------------- |
| Num                     | Coureur                 | Pos                     |
| 51                      | Fabio Felline (ITA)     | 106e                    |
| 52                      | Alex Aranburu (ESP)     | 6e                      |
| 53                      | Manuele Boaro (ITA)     | AB                      |
| 54                      | Yevgeniy Fedorov (KAZ)  | 123e                    |
| 55                      | Gorka Izagirre (ESP)    | 42e                     |
| 56                      | Davide Martinelli (ITA) | 131e                    |
| 57                      | Benjamin Perry (CAN)    | 99e                     |

| Bahrain Victorious TBV | Bahrain Victorious TBV  | Bahrain Victorious TBV |
| ---------------------- | ----------------------- | ---------------------- |
| Num                    | Coureur                 | Pos                    |
| 61                     | Dylan Teuns (BEL)       | 40e                    |
| 62                     | Sonny Colbrelli (ITA)   | AB                     |
| 63                     | Marco Haller (AUT)      | 27e                    |
| 64                     | Heinrich Haussler (AUS) | 4e                     |
| 65                     | Marcel Sieberg (GER)    | AB                     |
| 66                     | Mark Padun (UKR)        | AB                     |
| 67                     | Stephen Williams (GBR)  | AB                     |

| Bora-Hansgrohe BOH | Bora-Hansgrohe BOH      | Bora-Hansgrohe BOH |
| ------------------ | ----------------------- | ------------------ |
| Num                | Coureur                 | Pos                |
| 71                 | Daniel Oss (ITA)        | 109e               |
| 72                 | Maciej Bodnar (POL)     | AB                 |
| 73                 | Marcus Burghardt (GER)  | AB                 |
| 74                 | Patrick Gamper (AUT)    | 120e               |
| 75                 | Ide Schelling (NED)     | 127e               |
| 76                 | Nils Politt (GER)       | 10e                |
| 77                 | Lukas Pöstlberger (AUT) | 59e                |

| Cofidis COF | Cofidis COF              | Cofidis COF |
| ----------- | ------------------------ | ----------- |
| Num         | Coureur                  | Pos         |
| 81          | Christophe Laporte (FRA) | 13e         |
| 82          | Piet Allegaert (BEL)     | 54e         |
| 83          | Tom Bohli (SUI)          | 88e         |
| 84          | André Carvalho (POR)     | 77e         |
| 85          | Jempy Drucker (LUX)      | 82e         |
| 86          | Emmanuel Morin (FRA)     | AB          |
| 87          | Szymon Sajnok (POL)      | 139e        |

| EF Education-Nippo EFN | EF Education-Nippo EFN    | EF Education-Nippo EFN |
| ---------------------- | ------------------------- | ---------------------- |
| Num                    | Coureur                   | Pos                    |
| 91                     | Jens Keukeleire (BEL)     | 104e                   |
| 92                     | Moreno Hofland (NED)      | AB                     |
| 93                     | Mitchell Docker (AUS)     | 130e                   |
| 94                     | Sebastian Langeveld (NED) | 81e                    |
| 95                     | Jonas Rutsch (GER)        | 35e                    |
| 96                     | Thomas Scully (NZL)       | 134e                   |
| 97                     | Julius van den Berg (NED) | 126e                   |

| Groupama-FDJ GFC | Groupama-FDJ GFC            | Groupama-FDJ GFC |
| ---------------- | --------------------------- | ---------------- |
| Num              | Coureur                     | Pos              |
| 101              | Stefan Küng (SUI) (route)   | 38e              |
| 102              | Antoine Duchesne (CAN)      | 103e             |
| 103              | Kevin Geniets (LUX) (route) | 9e               |
| 104              | Miles Scotson (AUS)         | 61e              |
| 105              | Fabian Lienhard (SUI)       | 107e             |
| 106              | Tobias Ludvigsson (SWE)     | 80e              |
| 107              | Jake Stewart (GBR)          | 2e               |

| Ineos Grenadiers IGD | Ineos Grenadiers IGD   | Ineos Grenadiers IGD |
| -------------------- | ---------------------- | -------------------- |
| Num                  | Coureur                | Pos                  |
| 111                  | Leonardo Basso (ITA)   | 114e                 |
| 112                  | Owain Doull (GBR)      | 22e                  |
| 113                  | Ethan Hayter (GBR)     | 66e                  |
| 114                  | Gianni Moscon (ITA)    | 45e                  |
| 115                  | Jhonatan Narváez (ECU) | 39e                  |
| 116                  | Tom Pidcock (GBR)      | 55e                  |
| 117                  | Michał Gołaś (POL)     | 113e                 |

| Israel Start-Up Nation ISN | Israel Start-Up Nation ISN | Israel Start-Up Nation ISN |
| -------------------------- | -------------------------- | -------------------------- |
| Num                        | Coureur                    | Pos                        |
| 121                        | Sep Vanmarcke (BEL)        | 3e                         |
| 122                        | Jenthe Biermans (BEL)      | AB                         |
| 123                        | Reto Hollenstein (SUI)     | NP                         |
| 124                        | Norman Vahtra (EST)        | 111e                       |
| 125                        | Mads Würtz Schmidt (DEN)   | 73e                        |
| 126                        | Guillaume Boivin (CAN)     | NP                         |
| 127                        | Tom Van Asbroeck (BEL)     | 18e                        |

| Jumbo-Visma TJV | Jumbo-Visma TJV            | Jumbo-Visma TJV |
| --------------- | -------------------------- | --------------- |
| Num             | Coureur                    | Pos             |
| 131             | Olav Kooij (NED)           | 89e             |
| 132             | Edoardo Affini (ITA)       | AB              |
| 133             | Pascal Eenkhoorn (NED)     | 51e             |
| 134             | Paul Martens (GER)         | AB              |
| 135             | Timo Roosen (NED)          | 41e             |
| 136             | Nathan Van Hooydonck (BEL) | 46e             |
| 137             | Maarten Wynants (BEL)      | 92e             |

| Movistar Team MOV | Movistar Team MOV         | Movistar Team MOV |
| ----------------- | ------------------------- | ----------------- |
| Num               | Coureur                   | Pos               |
| 141               | Imanol Erviti (ESP)       | 135e              |
| 142               | Iván García Cortina (ESP) | 11e               |
| 143               | Juri Hollmann (GER)       | 76e               |
| 144               | Johan Jacobs (SUI)        | 53e               |
| 145               | Mathias Norsgaard (DEN)   | 94e               |
| 146               | Gonzalo Serrano (ESP)     | 21e               |
| 147               | Sebastián Mora (ESP)      | 110e              |

| BikeExchange BEX | BikeExchange BEX              | BikeExchange BEX |
| ---------------- | ----------------------------- | ---------------- |
| Num              | Coureur                       | Pos              |
| 151              | Luke Durbridge (AUS)          | 44e              |
| 152              | Alexander Edmondson (AUS)     | 108e             |
| 153              | Amund Grøndahl Jansen (NOR)   | 36e              |
| 154              | Christopher Juul Jensen (DEN) | AB               |
| 155              | Callum Scotson (AUS)          | 137e             |
| 156              | Dion Smith (NZL)              | 84e              |
| 157              | Robert Stannard (AUS)         | 101e             |

| Team DSM DSM | Team DSM DSM               | Team DSM DSM |
| ------------ | -------------------------- | ------------ |
| Num          | Coureur                    | Pos          |
| 161          | Tiesj Benoot (BEL)         | 29e          |
| 162          | Romain Bardet (FRA)        | 62e          |
| 163          | Niklas Märkl (GER)         | AB           |
| 164          | Søren Kragh Andersen (DEN) | 23e          |
| 165          | Joris Nieuwenhuis (NED)    | 78e          |
| 166          | Casper Pedersen (DEN)      | AB           |
| 167          | Jasha Sütterlin (GER)      | AB           |

| Qhubeka Assos TQA | Qhubeka Assos TQA        | Qhubeka Assos TQA |
| ----------------- | ------------------------ | ----------------- |
| Num               | Coureur                  | Pos               |
| 171               | Carlos Barbero (ESP)     | 75e               |
| 172               | Victor Campenaerts (BEL) | 48e               |
| 173               | Dimitri Claeys (BEL)     | 30e               |
| 174               | Michael Gogl (AUT)       | 37e               |
| 175               | Sander Armée (BEL)       | 121e              |
| 176               | Emil Vinjebo (DEN)       | AB                |
| 177               | Łukasz Wiśniowski (POL)  | 32e               |

| UAE Team Emirates UAD | UAE Team Emirates UAD           | UAE Team Emirates UAD |
| --------------------- | ------------------------------- | --------------------- |
| Num                   | Coureur                         | Pos                   |
| 181                   | Alexander Kristoff (NOR)        | 58e                   |
| 182                   | Sven Erik Bystrøm (NOR) (route) | 47e                   |
| 183                   | Ryan Gibbons (RSA) (route)      | 136e                  |
| 184                   | Vegard Stake Laengen (NOR)      | 128e                  |
| 185                   | Marco Marcato (ITA)             | 60e                   |
| 186                   | Matteo Trentin (ITA)            | 8e                    |
| 187                   | Oliviero Troia (ITA)            | AB                    |

| Alpecin-Fenix AFC | Alpecin-Fenix AFC            | Alpecin-Fenix AFC |
| ----------------- | ---------------------------- | ----------------- |
| Num               | Coureur                      | Pos               |
| 191               | Dries De Bondt (BEL) (route) | 20e               |
| 192               | Silvan Dillier (SUI)         | 14e               |
| 193               | Senne Leysen (BEL)           | 93e               |
| 194               | Xandro Meurisse (BEL)        | 68e               |
| 195               | Oscar Riesebeek (NED)        | 70e               |
| 196               | Jasper Philipsen (BEL)       | 124e              |
| 197               | Otto Vergaerde (BEL)         | AB                |

| Bingoal-WB BWB | Bingoal-WB BWB         | Bingoal-WB BWB |
| -------------- | ---------------------- | -------------- |
| Num            | Coureur                | Pos            |
| 201            | Sean De Bie (BEL)      | AB             |
| 202            | Arjen Livyns (BEL)     | 43e            |
| 203            | Milan Menten (BEL)     | 72e            |
| 204            | Dimitri Peyskens (BEL) | AB             |
| 205            | Ludovic Robeet (BEL)   | 133e           |
| 206            | Joël Suter (SUI)       | 50e            |
| 207            | Tom Wirtgen (LUX)      | 87e            |

| Sport Vlaanderen-Baloise SVB | Sport Vlaanderen-Baloise SVB | Sport Vlaanderen-Baloise SVB |
| ---------------------------- | ---------------------------- | ---------------------------- |
| Num                          | Coureur                      | Pos                          |
| 211                          | Cédric Beullens (BEL)        | 17e                          |
| 212                          | Alex Colman (BEL)            | 119e                         |
| 213                          | Kenny De Ketele (BEL)        | AB                           |
| 214                          | Aaron Van Poucke (BEL)       | 102e                         |
| 215                          | Kenneth Van Rooy (BEL)       | 67e                          |
| 216                          | Jordi Warlop (BEL)           | 25e                          |
| 217                          | Thimo Willems (BEL)          | 85e                          |

| B&B Hotels p/b KTM BBK | B&B Hotels p/b KTM BBK  | B&B Hotels p/b KTM BBK |
| ---------------------- | ----------------------- | ---------------------- |
| Num                    | Coureur                 | Pos                    |
| 221                    | Jens Debusschere (BEL)  | 117e                   |
| 222                    | Frederik Backaert (BEL) | 74e                    |
| 223                    | Cyril Barthe (FRA)      | 31e                    |
| 224                    | Bert De Backer (BEL)    | 129e                   |
| 225                    | Bryan Coquard (FRA)     | 16e                    |
| 226                    | Jérémy Lecroq (FRA)     | 132e                   |
| 227                    | Cyril Lemoine (FRA)     | 116e                   |

| Arkéa-Samsic ARK | Arkéa-Samsic ARK        | Arkéa-Samsic ARK |
| ---------------- | ----------------------- | ---------------- |
| Num              | Coureur                 | Pos              |
| 231              | Amaury Capiot (BEL)     | 12e              |
| 232              | Benjamin Declercq (BEL) | 95e              |
| 233              | Matîs Louvel (FRA)      | 140e             |
| 234              | Christophe Noppe (BEL)  | 100e             |
| 235              | Daniel McLay (GBR)      | 97e              |
| 236              | Donavan Grondin (FRA)   | AB               |
| 237              | Connor Swift (GBR)      | 105e             |

| Total Direct Énergie TDE | Total Direct Énergie TDE   | Total Direct Énergie TDE |
| ------------------------ | -------------------------- | ------------------------ |
| Num                      | Coureur                    | Pos                      |
| 241                      | Niki Terpstra (NED)        | 69e                      |
| 242                      | Edvald Boasson Hagen (NOR) | 98e                      |
| 243                      | Christopher Lawless (GBR)  | AB                       |
| 244                      | Adrien Petit (FRA)         | 115e                     |
| 245                      | Damien Gaudin (FRA)        | 138e                     |
| 246                      | Anthony Turgis (FRA)       | 15e                      |
| 247                      | Dries Van Gestel (BEL)     | 90e                      |